# Roland Geffroy
Roland Geffroy est un architecte et peintre français, né à Paris le 27 novembre 1905 et mort à Argentan le 18 janvier 1976. Il participe à la reconstruction d’Argentan après la Seconde Guerre mondiale. Il est l’auteur, vers 1930, d’une villa balnéaire de La Baule.

## Biographie
Roland Geffroy est un architecte et un artiste peintre.
Après la Seconde Guerre mondiale, il participe à la reconstruction d’Argentan. Il est en effet l’auteur de la salle des fêtes, de l'hôtel de ville — 1957, patrimoine du XXe siècle depuis septembre 2014 — de l’ancien l'hôpital, des écoles de la Vallée d'Auge et des Trois-Croix et de l'ancienne caserne des pompiers.
Vers 1930, il signe les plans de la villa balnéaire bauloise Saint-Hubert. 